# Smokin' Joe Kubek
Smokin' Joe Kubek (30. listopadu 1956 – 11. října 2015) byl americký bluesový kytarista. Narodil se v Pensylvánii, ale vyrůstal v Texasu. Již v sedmdesátých letech doprovázel například kytaristu a zpěváka Freddieho Kinga. Později spolupracoval s řadou dalších hudebníků a vydal mnoho vlastních alb. První sólové album Steppin' Out Texas Style vydal v roce 1991. Zemřel roku 2015 ve věku 58 let.